# Phyllobius viridiaeris
Phyllobius viridiaeris is een soort van snuitkever afkomstig uit Europa.

## Kenmerken
De kevers zijn 3 tot 4,5 mm lang. Ze zijn bedekt met glinsterende metallic groene schubben. De kevers hebben ook schubben aan de onderkant van het achterlijf. De dijbenen zijn zonder doornen.

## Verspreiding
De soort komt voor in het westelijk Palearctisch gebied. Het verspreidingsgebied strekt zich uit van Noord-Afrika over Europa (inclusief de Britse Eilanden) tot aan Siberië.

## Levenswijze
De kevers vliegen van mei tot eind juli/augustus. Ze zijn vaak te vinden op populieren en wilgen, maar ook op diverse struiken. De larven voeden zich met de wortels van verschillende struiken.